# Чубата цесарка
Чубата цесарка (Guttera) — рід птахів родини Цесаркові (Numididae). Два види роду мешкають в лісах Африки на південь від Сахари. Для представників роду характерний «чубчик» на голові. Головним джерелом корму для цесарок є низькорослі рослини.

## Види
- Guttera plumifera — цесарка камерунська
- Guttera pucherani — цесарка чубата
  - Guttera (pucherani) pucherani
  - Guttera (pucherani) edouardi